# 阿巴坎

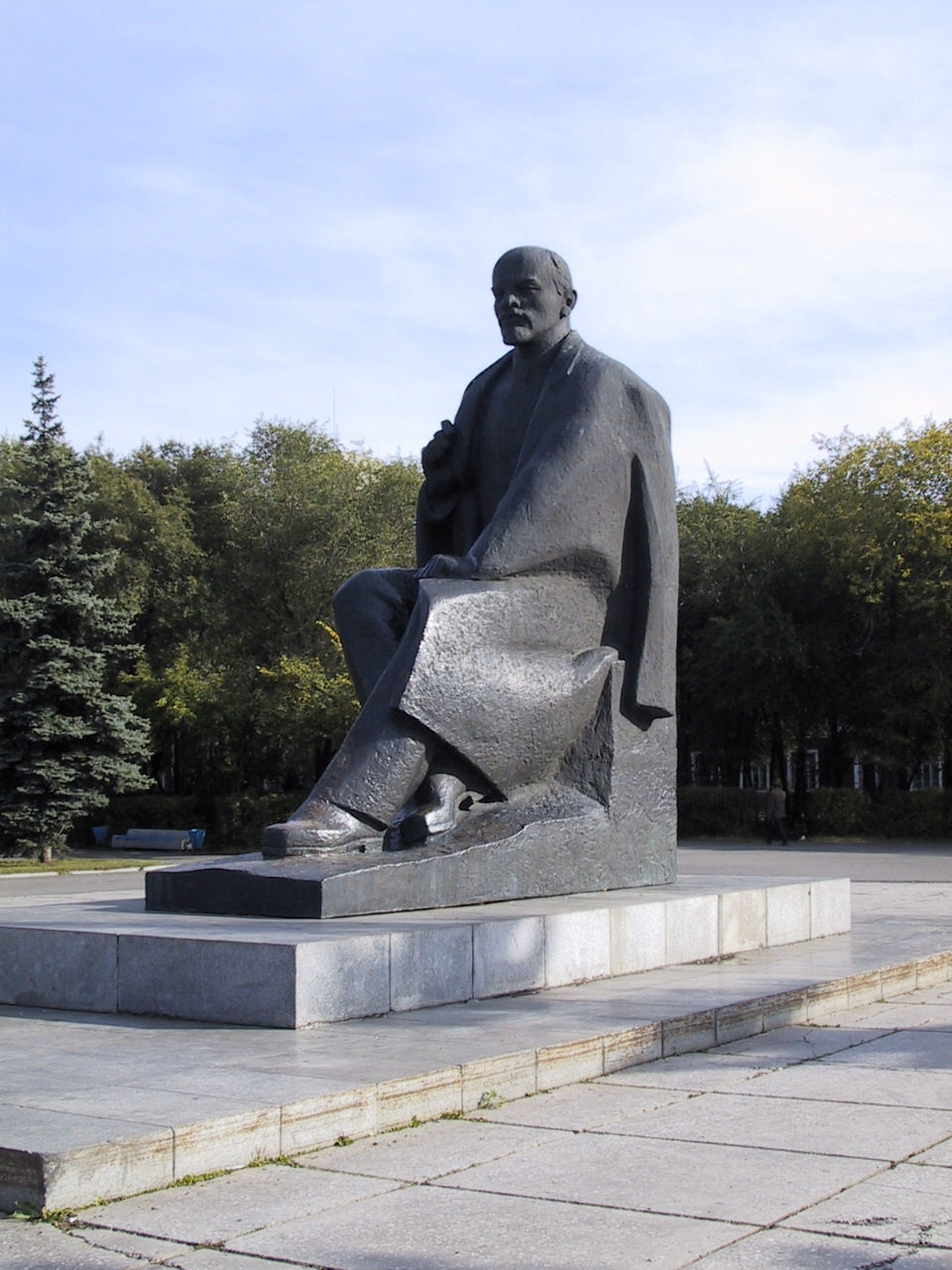
位於阿巴坎的列寧像

阿巴坎（俄语：Абака́н；哈卡斯語：Ағбан），清代称“阿穆哈拜商”，是古時匈奴的根據地，現為俄罗斯哈卡斯共和国的首府，位於南西伯利亚叶尼塞河与阿巴坎河交汇处的米努辛斯克盆地中部，緯度與漢堡及明斯克相同。根據2002年人口普查，當地人口为165,197人。相傳，東漢初期的群雄之一盧芳，曾經在此稱帝。